# Bethel (contea di Berks, Pennsylvania)
Bethel è un census-designated place (CDP) degli Stati Uniti d'America, situato nello stato della Pennsylvania, nella contea di Berks.